# Cabeceira Grande
Cabeceira Grande este un oraș în unitatea federativă Minas Gerais (MG), Brazilia.